# فورد راینی
فورد راینی (انگلیسی: Ford Rainey؛ ۸ اوت ۱۹۰۸ – ۲۵ ژوئیهٔ ۲۰۰۵) یک هنرپیشه اهل ایالات متحده آمریکا بود.

## مرگ
رینی در حالی که بازیگری می کرد با همسرش در مالیبو ماند و از سرگرمی هایی مانند زنبورداری و پرورش پرندگان لذت برد تا اینکه بر اثر سکته مغزی  درگذشت.